# 建始 (后燕)
建始（407年正月-407年七月）是十六国时期后燕君主慕容熙的年號，共計七個月，也是後燕的第十個年號。

## 纪年
| 建始 | 元年  |
| ---- | ----- |
| 公元 | 407年 |
| 干支 | 丁未  |

## 参看
- 中国年号索引
- 其他时期使用建始的年号
- 同期存在的其他政权年号
  - 义熙（405年正月-418年十二月）：東晉皇帝晋安帝司马德宗的年号
  - 弘始（399年九月-416年正月）：后秦政权姚兴年号
  - 建初（405年-417年二月）：西凉政权李暠年号
  - 永安（401年六月-412年十月）：北凉政权沮渠蒙逊年号
  - 天赐（404年十月-409年十月）：北魏政权拓跋珪年号
  - 太上（405年十一月-410年二月）：南燕政权慕容超年号
  - 龙升（407年六月-413年二月）：夏国政权赫连勃勃年号